# Daiki Arioka
Daiki Arioka (有岡 大貴 Arioka Daiki narozen 15. dubna 1991, Čiba, Japonsko) je japonský zpěvák, herec, talent a člen J-popové skupiny Hey! Say! JUMP. Patří do agentury Johnny & Associates.

## Kariéra
Dne 2. června 2003 byl přijat do Johnny & Associates jako nováček. Byl jako junior patřil do skupiny J. J. Express. Ještě předtím, než se přidal do Johnny & Associates, byl členem JUNES Project.
Když Daikimu bylo čtrnáct (2005), hrál Toru Sonobeho v dramatu Engine společně s tehdejším členem J. J. Express Jútoem Nakadžimou.
Dne 3. dubna 2007 se přidal do skupiny Hey! Say! 7 (dočasná skupina), společně s Jújou Takakim, Rjósukem Jamadou, Jútoem Nakadžimou a Júrim Činenem, začínajícím veřejným vystoupením u KAT-TUN koncertu 2007 Cartoon KAT-TUN II You.
Dne 21. září 2007 se stal členem skupiny Hey! Say! JUMP.
V říjnu 2008 dostal roli v drama Sensei wa Erait! (先生はエライっ!) (překl.: Učitel je skvělý!) společně s členy Hey! Say! JUMP Jútoem Nakadžimou, Rjósukem Jamadou a Júrim Činenem.
Téhož roku dostal další roli v seriálu Scrap Teacher: 〜Kjóši Saisei〜 (překl.: Kousek učitele: Znovunarození učitele) (スクラップ・ティーチャー〜教師再生〜) jako Irie Sugizó (入江 杉蔵). Byli tam ti samí členové jako v Sensei wa Erai! (Učitel je skvělý!).

## Diskografie

### Sólo písně
- Kimi to Boku no Future (君と僕のフューチャー) (překl.: Tvá a má budoucnost)

### Koncerty
Hey! Say! JUMP koncerty najdete na Hey! Say! JUMP.

## Filmografie

### Filmy
- Jam Films 2: Fastener (2004)

### Drama
- LIMIT Mošimo, waga Ko ga... (リミット もしも、わが子が…, překl.: Limit kdyby, naše dítě..., 2000) jako Udó Takajuki (有働 貴之)
- Hjakudžú Sentai Gaoranger (百獣戦隊ガオレンジャー, 2001) jako Fútaró (風太郎)
- Haččóbori no Šičinin (八丁堀の七人, Sedm Haččóbori, 2001) jako Hikota (彦太)
- Onna to Ai to MYSTERY (女と愛とミステリー, Žena, láska a záhada, 13. června 2001) jako Kazuki Učidate (内舘 一紀)
- Saigo no Bengonin (最後の弁護人, Poslední advokát, 2003, epizoda 2.) jako Satoru Sakura (佐倉 悟)
- Kajó Suspense Gekidžó (火曜サスペンス劇場, Úterní Suspenze Divadla, 2001) jako Akira Nagai (長井 晶)
- Kočira Daisan Šakai-bu (こちら第三社会部, Místní zprávy, Sekce 3., 2001)
- Engine (2005) jako Toru Sonobe (園部 徹)
- Sensei wa Erai! (Učitel je skvělý!, 2008) jako Rin Takekura (竹倉 燐)
- Scrap Teacher: Kjóši Saisei (překl.: Kousek učitele: Znovunarození učitele, 2008) jako Sugizó Irie (入江 杉蔵)
- Čúšingura 〜Sono Gi Sono Ai〜 (忠臣蔵～その義その愛～, překl.: Čúšingura 〜Ta poctivost Ta láska〜 2012) jako Čikara [zdroj⁠?!] Óiši (大石 良金 Óiši Jošikane)

### Varietní představení
- Šónen Club
- Ja-Ja-jah
- Hjakušiki
- Jan Jan JUMP (16. dubna 2011-současnost)[2]

### TV vystoupení
- Tensai wo Cukuru! Galileo Nóken (Vytvoříme génia! Galileo Nóken)
- Gurunai (s Hikaru Jaotome, 5. srpna 2010)
- Waratte Iitomo! (Spolu se smějeme, s Kótou Jabu a Hikaru Jaotome, 15. prosince 2010)

Hey! Say! JMUP TV vystoupení najdete na Hey! Say! JUMP.

### TV reklamy
Deca Sports - Wii (2009)